# A letter, containing remarks on the moral state of Tahiti, New Zealand, &c
A Letter, Containing Remarks on the Moral State of Tahiti, New Zealand, &c. (in italiano Una lettera, contenente osservazioni sullo stato morale di Tahiti, Nuova Zelanda, ecc.) è una lettera scritta dal capitano Robert FitzRoy e da Charles Darwin durante il loro soggiorno a Città del Capo nel 1836. Il documento fu redatto in risposta alle critiche rivolte ai missionari cristiani durante la loro permanenza in Sudafrica, critiche che suscitarono preoccupazione nei due autori. FitzRoy e Darwin avevano infatti già visitato diverse isole del Pacifico, tra cui Tahiti e Nuova Zelanda, dove ebbero modo di osservare da vicino il lavoro dei missionari, e furono quindi sorpresi e dispiaciuti nel venire a conoscenza delle opinioni negative che circolavano a Città del Capo nei loro confronti.

## Descrizione
(Incipit della lettera)

### Introduzione e descrizione dei missionari
La lettera di Robert FitzRoy e Charles Darwin, datata 28 giugno 1836, introduce il tema della missione in Nuova Zelanda e nelle isole del Pacifico. I missionari vengono descritti come figure chiave nel processo di civilizzazione e cristianizzazione delle popolazioni locali. Il loro lavoro è visto positivamente, specialmente nel migliorare le condizioni di vita dei nativi, contrastando le pratiche distruttive dei commercianti e dei coloni. I missionari sono lodati per la loro dedizione e il loro impegno nel promuovere la pace e l'educazione nelle isole del Pacifico. FitzRoy racconta l'incontro con i missionari a Cawa-cawa, una zona dove sono attivi nella mediazione tra gruppi locali in conflitto. La descrizione sottolinea l'importanza della loro funzione pacificatrice. I missionari non solo diffondono il cristianesimo ma operano come mediatori di conflitti, agendo come figure di autorità morale che promuovono il rispetto e l'abolizione di pratiche distruttive come l'alcolismo. La loro capacità di risolvere dispute locali è un aspetto chiave del loro ruolo.
Oltre al lavoro spirituale, i missionari svolgono un'importante funzione di assistenza medica nelle isole del Pacifico. FitzRoy descrive l'aiuto fornito dai missionari alle popolazioni locali malate, nonostante la mancanza di una formazione medica formale. I missionari guadagnano così la fiducia della popolazione, non solo come leader religiosi ma anche come assistenti nella cura delle malattie, un aspetto che contribuisce al loro successo nelle missioni.

### Effetti della presenza dei missionari
La visita a Waimate, un insediamento agricolo creato dai missionari, evidenzia il loro contributo al miglioramento delle pratiche agricole tra i nativi. I missionari insegnano tecniche moderne di agricoltura e lavorazione, contribuendo a rendere la popolazione locale più autosufficiente e prospera. Waimate diventa un esempio di come i missionari abbiano introdotto metodi di lavoro e organizzazione che ricordano la vita rurale inglese, mostrando il loro successo nell'integrazione delle tecnologie e delle pratiche moderne. FitzRoy osserva che nei villaggi missionari, i nativi sembrano vivere in modo più ordinato e sano rispetto a quelli delle aree non evangelizzate. Le giovani donne sono descritte come ordinate e in buona salute, e i bambini che crescono sotto la guida dei missionari mostrano segni di felicità e benessere. Questo riflette l'efficacia del lavoro dei missionari nel migliorare le condizioni di vita e nell'instaurare un ambiente più civile e protetto rispetto alle comunità non cristiane.
Un altro aspetto fondamentale del lavoro dei missionari è il loro ruolo di mediatori tra i nativi e i coloni stranieri. FitzRoy evidenzia come i missionari siano costantemente chiamati a risolvere conflitti tra gruppi locali e stranieri, agendo come intermediari e diplomatici. La loro presenza è fondamentale per mantenere la pace, soprattutto in un contesto di crescente colonizzazione europea. La capacità dei missionari di risolvere le dispute senza ricorrere alla violenza è un altro punto di forza del loro operato.

### Critiche ai missionari e difesa del loro operato
Nonostante il loro impegno, i missionari sono criticati da alcuni coloni che li accusano di monopolizzare le terre migliori. FitzRoy risponde a queste accuse, spiegando che le terre acquistate dai missionari appartengono principalmente alla Church Missionary Society e non sono proprietà privata. Le critiche riguardano anche l'influenza che i missionari esercitano sui nativi, ma FitzRoy difende il loro operato, sottolineando che le terre sono state comprate in modo legittimo per garantire il futuro delle loro famiglie e delle missioni. FitzRoy spiega che il terreno acquistato dai missionari non è un "monopolio" ma è stato acquisito principalmente per garantire la sicurezza delle missioni e il sostentamento delle famiglie dei missionari. Sebbene i missionari abbiano ottenuto terre migliori rispetto ai coloni, ciò è dovuto alla loro presenza continua e alla fiducia che i nativi ripongono in loro. La distribuzione delle terre non è un ostacolo per i coloni, poiché vi è ancora molta terra disponibile per altri insediamenti. Viene sottolineato che il terreno acquistato dai missionari è stato ottenuto a condizioni più favorevoli rispetto a quelle che un colono straniero avrebbe potuto ottenere. FitzRoy afferma che i missionari non hanno fatto altro che approfittare della loro conoscenza locale e della loro posizione, e che questo vantaggio non è ingiusto. La proprietà terriera dei missionari, tuttavia, non rappresenta un ostacolo alla colonizzazione, dato che esistono ampie possibilità per nuovi insediamenti.

### Il ruolo futuro dei missionari
FitzRoy suggerisce che, con l'instaurarsi di un governo ufficiale e di una maggiore stabilità politica nelle isole del Pacifico, il ruolo dei missionari dovrebbe separarsi dalle questioni politiche. Mentre i missionari hanno avuto un ruolo cruciale come mediatori e pacificatori, ora che la colonizzazione è in corso, il loro ruolo dovrebbe concentrarsi esclusivamente su aspetti religiosi ed educativi, evitando coinvolgimenti diretti nella politica. FitzRoy conclude la lettera esprimendo una forte approvazione per il lavoro dei missionari, sottolineando che, nonostante le difficoltà e le critiche, essi hanno svolto un ruolo fondamentale nell'introduzione della civiltà e del cristianesimo nelle isole del Pacifico. La lettera riflette il riconoscimento del loro valore come agenti di pace e progresso, che hanno contribuito a mantenere la stabilità sociale in un periodo di grande cambiamento e colonizzazione.
FitzRoy riflette sul futuro ruolo dei missionari nelle isole del Pacifico, suggerendo che, una volta che le isole sono stabilite politicamente e socialmente, il loro ruolo dovrebbe concentrarsi esclusivamente su attività religiose ed educative. I missionari dovrebbero evitare di coinvolgersi direttamente nelle questioni politiche, che ora spettano agli agenti governativi. Questo passaggio segna il riconoscimento che i missionari hanno adempiuto alla loro funzione di mediatori e pacificatori, ma che ora devono separarsi da funzioni politiche dirette. FitzRoy e Darwin esprimono apprezzamento per il lavoro dei missionari, riconoscendo che, nonostante le difficoltà e le critiche ricevute, essi hanno avuto un impatto fondamentale nelle isole del Pacifico. I missionari sono visti come agenti di pace, progresso e civilizzazione, contribuendo non solo a diffondere il cristianesimo ma anche a stabilire una forma di ordine e benessere nelle comunità indigene. La loro influenza è stata vitale per il mantenimento della stabilità sociale in un periodo di grande cambiamento.
Le ultime pagine trattano ancora dell'importanza dei missionari nella mediazione di conflitti tra i nativi e i coloni. FitzRoy sottolinea che, nonostante l'opposizione e le critiche ricevute, i missionari sono stati un elemento positivo nelle isole, soprattutto per la loro funzione pacificatrice. Viene anche menzionata l'ostilità di alcuni coloni nei confronti dell'influenza dei missionari, in particolare riguardo alla gestione delle terre, ma FitzRoy difende l'approccio dei missionari, spiegando che non hanno abusato del loro ruolo.

### Conclusione
La lettera si conclude con una forte approvazione per il lavoro dei missionari nelle isole del Pacifico. FitzRoy e Darwin riconoscono il valore della loro opera in termini di stabilità sociale, civilizzazione e cristianesimo. Nonostante le critiche, i missionari hanno svolto un ruolo fondamentale, che va al di là della religione, contribuendo significativamente al benessere delle popolazioni indigene e al mantenimento della pace in un periodo di colonizzazione.
La lettera si conclude con una data precisa
e le firme di Robert FitzRoy e Charles Darwin. Questo conferma che il contenuto della lettera è stato redatto durante il viaggio di ritorno dal loro giro del mondo a bordo del Beagle. La firma di Darwin, che all'epoca era ancora un giovane naturalista, indica anche il suo crescente impegno nella documentazione e analisi delle esperienze raccolte durante il viaggio, in collaborazione con FitzRoy. La data finale stabilisce chiaramente il contesto temporale in cui queste osservazioni furono fatte, poco prima che il Beagle tornasse in Inghilterra.

## Significato storico
La lettera si inserisce in un contesto più ampio di dibattito sull'impatto delle missioni cristiane nel Pacifico, in Sudafrica e in altre regioni del mondo colonizzato. Essa riflette le opinioni di FitzRoy e Darwin, che pur avendo visioni scientifiche e culturali differenti, riconoscevano l’importanza delle missioni per la trasformazione sociale e morale delle popolazioni incontrate, nonché il loro ruolo nel facilitare un incontro tra diverse culture. Il testo è un esempio significativo di come le figure scientifiche dell'epoca (come Darwin) si confrontavano con le problematiche morali e culturali derivanti dalle loro osservazioni durante i viaggi.